# Troianul
Troianul es una comuna ubicada en el distrito de Teleorman, Rumania.

## Superficie
Posee una superficie de 68,98 kilómetros cuadrados.

## Demografía
Hasta 2021 la población era de 2424 habitantes, con una densidad de población de 35,14 habitantes por kilómetro cuadrado.